# الهجرة إلى تركيا
منذ القرن التاسع عشر، نزح جزء كبير من الشعب التركي (الترك) والشعوب المسلمة (الذين يطلق عليهم لفظ "المهاجر") من البلقان (أتراك البلقان، الألبان، البوشناق، البوماك)، القوقاز (الأبخاز، الأجاريون، "الشراكسة"، الشيشان)، القرم (تتار القرم)، وكريت (أتراك كريت)، إلى تركيا الحالية وقاموا باللجوء فيها.
تستمر موجات الهجرة إلى تركيا حتى يومنا هذا، على الرغم من أن الدوافع أكثر تنوعا وتتوافق عادة مع أنماط حركات الهجرة العالمية. تركيا على سبيل المثال، تستقبل العديد من المهاجرين من البلدان المجاورة مثل أرمينيا، جمهورية مولدوفا، جورجيا وإيران وأذربيجان، وكذلك من آسيا الوسطى.
في الآونة الأخيرة، نفذت الحكومة التركية سياسات جديدة للهجرة ومراقبة الحدود، والتي دخلت حيز التنفيذ في 31 ديسمبر 2018.

## الإمبراطورية العثمانية
تاريخياً، كانت الإمبراطورية العثمانية - والجمهورية التركية التي خلفتها - الوجهة الرئيسية للاجئين المسلمين من المناطق التي غزتها أو أعزتها القوى المسيحية، ولا سيما روسيا في مناطق القوقاز والبحر الأسود، والنمسا-المجر، واليونان، وبلغاريا وصربيا والجبل الأسود (فيما بعد يوغوسلافيا) ورومانيا في البلقان. استمر هذا حتى يومنا هذا، مع دخول أعداد كبيرة من اللاجئين البوسنيين والشيشان إلى تركيا نتيجة للحروب في البوسنة والشيشان في التسعينيات. فرت أعداد كبيرة من الأكراد شمالاً من كردستان العراق خلال حرب الخليج الأولى عام 1991، على الرغم من أن جميعهم تقريباً عادوا إلى أراضيهم بعد انتهاء الحرب وإنشاء إقليم كردستان العراق في العام نفسه.
ومع ذلك، كانت الإمبراطورية العثمانية أيضا وجهة للاجئين غير المسلمين. فعلى سبيل المثال، في القرن السادس عشر، مُنح اليهود السفارديم اللجوء بعد طردهم من إسبانيا والبرتغال (وكذلك قبله وبعده)، وهم يشكلون أحفاد جوهر مجتمع اليهود في تركيا اليوم.

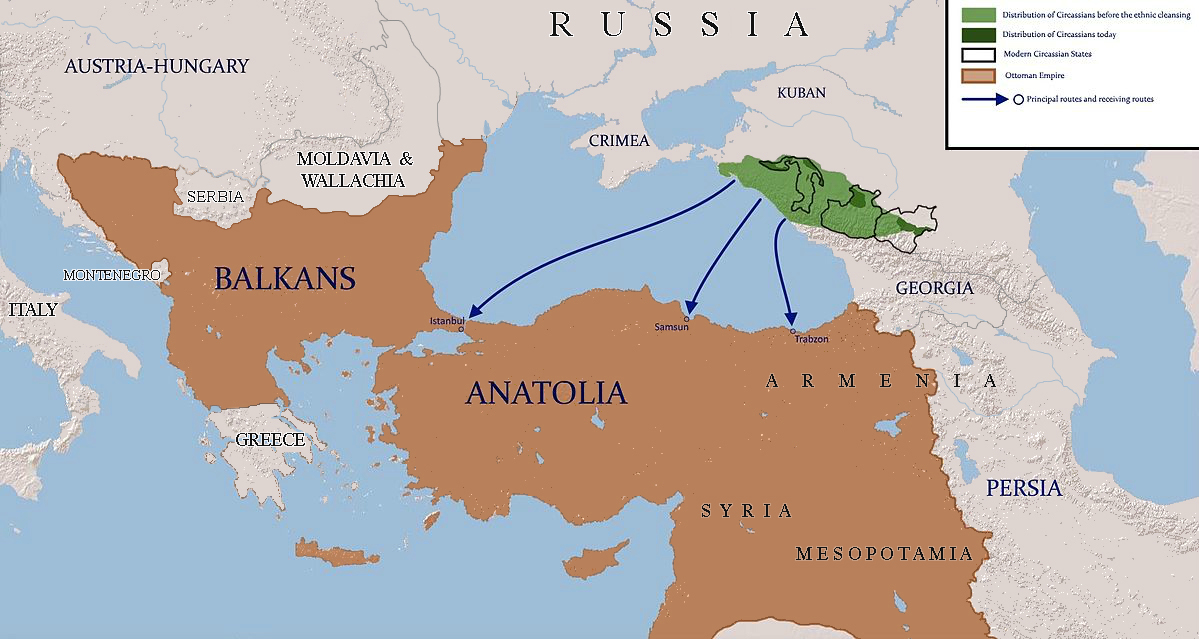
خريطة لطرد الشركس إلى الإمبراطورية العثمانية

## اللاجئون وطالبي اللجوء
وفقًا للأرقام التي قدمها مكتب المفوضية السامية للأمم المتحدة لشؤون اللاجئين في أنقرة، في عام 2005، تم تسجيل 32,832 شخصًا على أنهم قدموا طلب لجوء ساري المفعول في تركيا منذ عام 1998. واعتبارًا من عام 2005، كان هناك 3,900 إيراني و 2,200 عراقي و 400 صومالي و 300 أفغاني لا يزالون في تركيا، في حين أن 1,400 شيشاني إضافي يعيشون في «وضع يشبه اللاجئين»، ويُعتبرون مصدر قلق.
يستقر معظم اللاجئين في المدن التالية: أضنة، أفيون قره حصار، أغري، آق سراي، أماسية، بيله جك، بوردور، جانقري، جوروم، إسكي شهر، عنتاب، هكاري، هاتاي، إسبرطة، مرعش، قرامان، قسطموني، قيصرية، كيركالي، قرشهر، قونية، كوتاهية، مرسين، نوشهر، نيدا، سيواس، شرناق، توقاد، وان، ويوزغات وكذلك اسطنبول بالنسبة للعراقيين.
زادت هذه الأرقام بشكل كبير في السنوات التالية خاصة فيما يتعلق بالأفغان والعراقيين. اعتبارا من يناير 2010، كان هناك 25,580 لاجئ وطالب لجوء في البلاد. من هؤلاء، ما زال هناك 5,090 إيرانيا و 8,940 عراقيا و 3,850 أفغانيا و 2,700 «غيرهم» (بما في ذلك الصوماليين والأوزبك والفلسطينيين وغيرهم) في البلاد. مع توقع ارتفاع العدد إلى 8,710 إيرانيا، 9,560 أفغانيا، 7,860 آخرين، بينما من المتوقع أن ينخفض العراقيون إلى 7,890 بحلول ديسمبر 2011. ومن الجدير بالذكر هنا أنه من المتوقع أن يشكل الأفغان أكبر عدد من اللاجئين في تركيا في المستقبل القريب.
يوجد لدى المفوضية أربعة مكاتب في تركيا؛ وهي أنقرة، اسطنبول، وان وسيلوبي. تعامل مكتب وان حتى عام 2009 مع جميع المتقدمين الذين يدخلون عبر الحدود الشرقية، والتي شملت عموما جميع الإيرانيين والأفغان الذين دخلوا بشكل غير قانوني.